# 渋谷の女子高生が語った呪いのリスト
『渋谷の女子高生が語った呪いのリスト』（しぶやのじょしこうせいがかたったのろいのリスト）は、2007年から続く人気ホラー・オリジナルビデオ・シリーズ。製作・販売は株式会社アムモ98。

## 監督
- 古賀奏一郎
- 吉川久岳

## ナレーション
- 菊池尚弘

## 音楽
- 宮崎誠二

## オープニング
- 三宅祥一

## 制作
- 日暮里修一
- 柿崎知也
- 市川輝利

## 再現パート登場人物
- 土方くるみ
- 飯倉麻衣
- 植草真由美
- 内田菜月
- 伊東舞
- 新井加奈子
- 山下若菜
- 関谷彩花
- 吉岡優美
- 関谷愛里紗
- 南場映里
- 成田レナ
- 吉越千帆
- 加藤美月
- 山崎崇史
- 中里優利
- 白濱朗
- 高瀬アラタ
- アシケン
- 高山かな
- 本間理沙
- 伊藤圭
- 中野剛
- 後藤真一
- 小島真樹
- 瀬戸奈月
- 森田喜代美
- 新谷あやか
- 梅田つかさ
- 上田ナナ
- 大須賀王子
- 藤倉みのり
- 谷崎裕美
- 桑原美帆
- 早田香織

## 再現パート登場人物（子役）
- 浅石陸希
- 生井優太
- 吉川琴海
- 畠山紬
- 梅木あゆみ
- 加藤柔那
- 伊藤星
- 澤田陸

| スタブアイコン | サブスタブ | この項目は、まだ閲覧者の調べものの参照としては役立たない、映画に関連した書きかけの項目です。この項目を加筆・訂正などしてくださる協力者を求めています（P:映画/PJ:映画）。 |